# پیلار روبیو
پیلار روبیو فرناندز (به اسپانیایی: Pilar Rubio Fernández) (زاده ۱۷ مارس ۱۹۷۸) روزنامه‌نگار، مجری تلویزیون اسپانیایی است 

او شهرتش را در یک برنامهٔ تلویزیونی که بین سال‌های ۲۰۰۶ تا ۲۰۰۹ پخش می‌شد کسب کرد و بعد از آن در یک مسابقهٔ رقص مجری بود و در چند فیلم کوتاه نیز بازی کرده‌است.
او همسر سرخیو راموس است. وی در سال ۲۰۰۹ برای اولین بار با سرخیو راموس به عنوان خبرنگار مصاحبه کرد. بعد از آن در سال ۲۰۱۲ وقتی که تیم ملی اسپانیا قهرمان جهان شد در جشن قهرمانی حضور داشت و با سرخیو راموس آشنا شد. پیلار می‌گوید اختلاف سنی هشت ساله ما هیچ مشکلی در رابطمان به وجود نیاورده است. وی در حال حاضر در برنامه تلویزیون اسپانیا به نام El hormiguero فعالیت دارد.
پیلار دو بار در سال‌های ۲۰۰۸ و ۲۰۰۹ به عنوان جذاب‌ترین زن اسپانیا توسط مجلهٔ Fhm انتخاب شد.
او با افراد مشهور زیادی مثل ویل اسمیت و پاریس هیلتون مصاحبه کرده‌است.

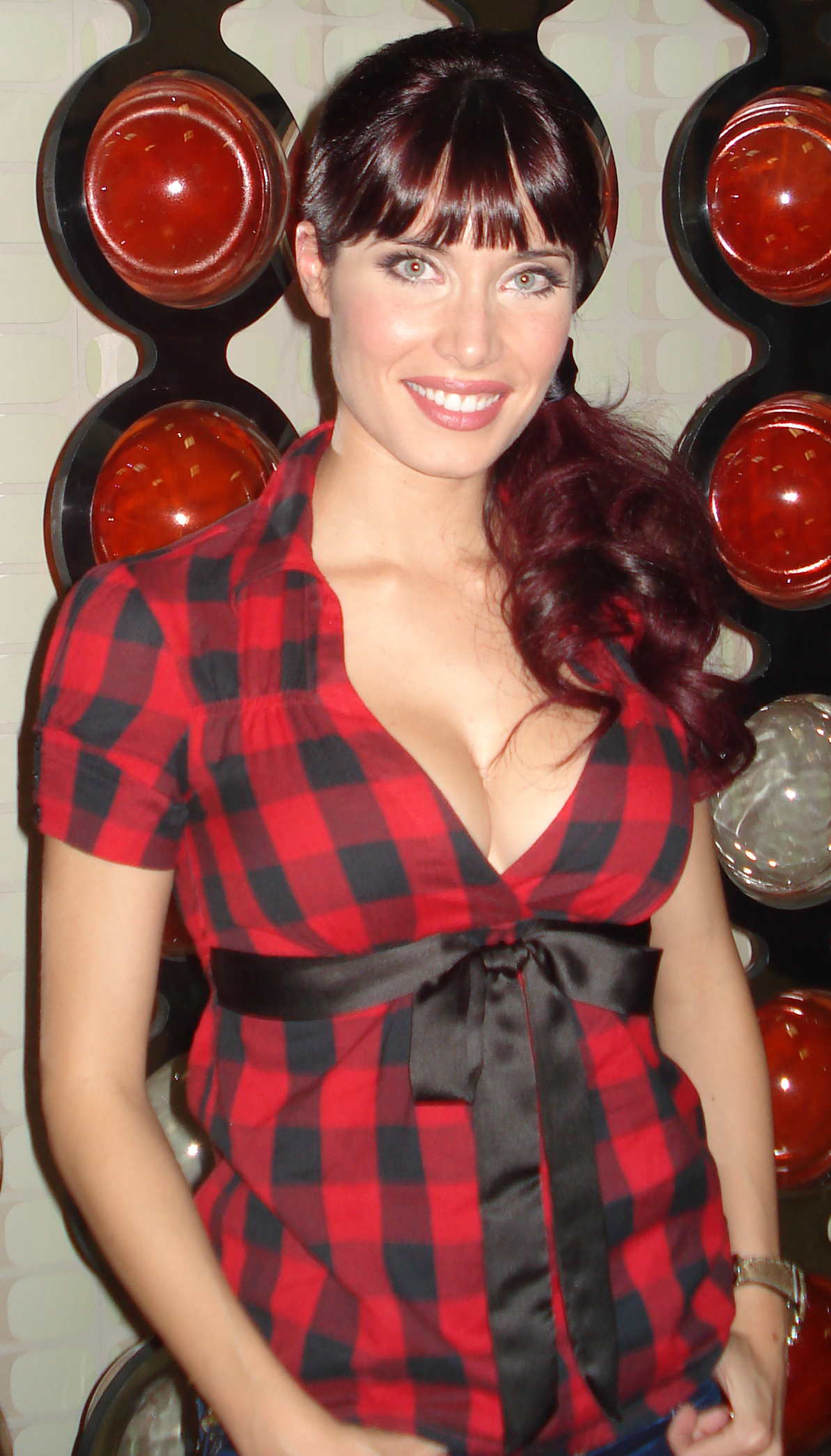
پیلار روبیو در سال ۲۰۰۷

او چهار فرزند به نام‌های سرخیو جونیور و مارکو و الخاندرو و ماکسیمو ادریانو دارد جونیو در مه ۲۰۱۴ و مارکو در نوامبر ۲۰۱۶ و الخاندرو در مارس ۲۰۱۸ و ادریانو در جولای ۲۰۲۰ به دنیا امدند.